# Migliaro (Uruguay)
Migliaro ist eine Ortschaft im Westen Uruguays.

## Geographie
Migliaro befindet sich im Norden des Departamento Salto in dessen Sektor 7. Der Ort liegt dabei wenige Kilometer von der Grenze zum Nachbardepartamento Artigas entfernt. Nördlich ist Las Flores, südwestlich Lluveras und südöstlich Olivera gelegen.

## Einwohner
Die Einwohnerzahl von Migliaro beträgt 733 (Stand: 2011), davon 376 männliche und 357 weibliche. Für die vorhergehenden Volkszählungen der Jahre 1963, 1975, 1985, 1996 und 2004 sind beim Instituto Nacional de Estadística de Uruguay keine Daten erfasst worden.
| Jahr | Einwohner |
| ---- | --------- |
| 1996 | -         |
| 2004 | -         |
| 2011 | 733       |

Quelle: Instituto Nacional de Estadística de Uruguay